# Міський стадіон імені Гейдара Алієва
Імішлінський міський стадіон імені Гейдара Алієва (азерб. Heydər Əliyev adına İmişli şəhər stadionu) — головний стадіон міста Імішлі (Азербайджан), відкритий у 2006 році. Домашня арена футбольного клубу Першого Дивізіону чемпіонату Азербайджану ФК «Міль-Мугань».

## Історія
Імішлінський міський стадіон був побудований та зданий в експлуатацію ТОВ «МКТ» 23 березня 2006 року, в рамках комплексних заходів з розвитку спорту в Імішлінському районі та спочатку носив ім'я Габіля Халілова. Стадіон, розміром 105 на 68 метрів, вміщує 8500 глядачів та має трав'яне покриття.
На території комплексу є також 2 футбольні майданчики зі штучним покриттям, розміром 101 на 66 і 40 на 20 метрів, а також 2 майданчики з трав'яним покриттям, розміром 105 на 68 метрів.
Нині стадіон носить ім'я Гейдара Алієва. Взимку 2013 року було ухвалено рішення про заміну трав'яного покриття на стадіоні.

## Адреса
Стадіон розташований за адресою: місто Імішлі, вулиця Аббаскулу бека Шадлинського, AZ3000.